# Universidade Aberta do Brasil

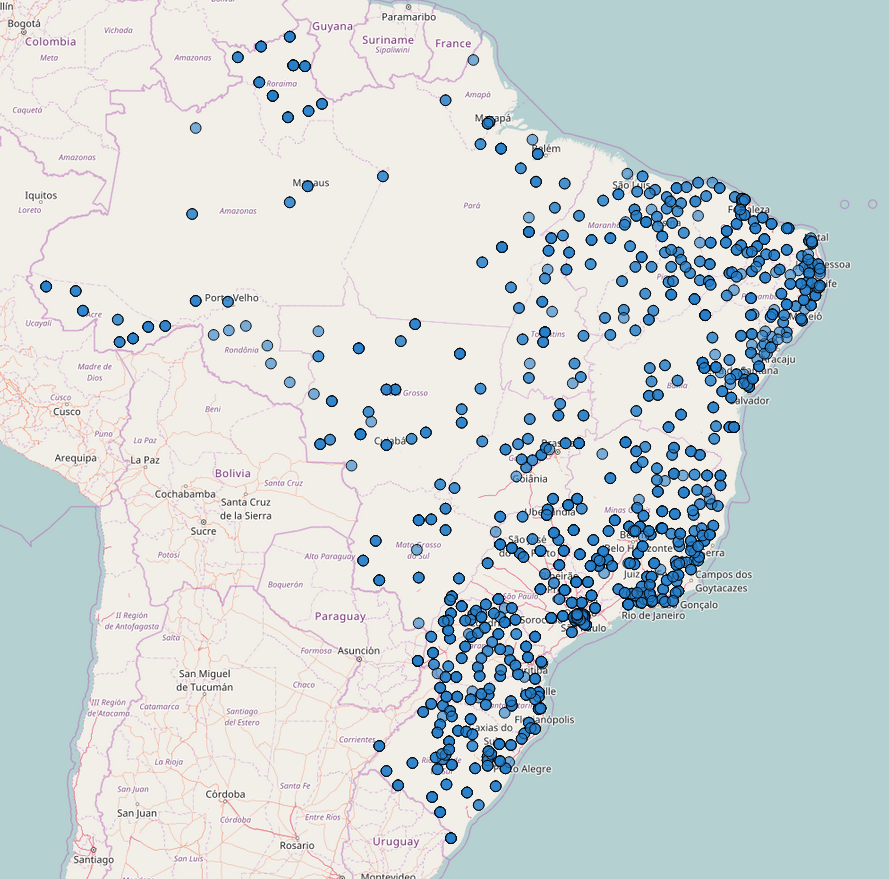
Polos da Universidade Aberta do Brasil (Março/2016)

O sistema Universidade Aberta do Brasil (UAB) é um programa articulador entre governo federal e entes federativos que apoia instituições públicas de ensino superior (IPES) a oferecerem cursos de nível superior e de pós-graduação por meio do uso da modalidade de educação a distância. Foi inspirado em diversos modelos e projetos de educação a distância brasileiros, notavelmente, na experiência do consórcio CEDERJ (Rio de Janeiro), na experiência do curso de pedagogia a distância da UFMT, do projeto Veredas (Minas Gerais).
O sistema foi criado em 2005 e instituído pelo Decreto 5.800, de 8 de junho de 2006, para "o desenvolvimento da modalidade de educação a distância, com a finalidade de expandir e interiorizar a oferta de cursos e programas de educação superior no País", sendo gerenciado pela CAPES.
Tem como proposta formar gestores, professores e profissionais da educação em temas e conteúdos que perpassam a educação, tais como diversidade, gestão, direitos humanos, educação inclusiva, educação ambiental, saúde e escola, dentre outros. É um sistema que contribui para universalização da educação, acesso ao ensino superior, formação e requalificação de professores, através da interiorização do ensino.
O primeiro edital de chamada pública para seleção de polos superiores de apoio da UAB foi publicado em 2005 e muitos destes polos começaram a ser instalados no ano de 2007.

## Estrutura
O sistema é constituido por três partes: o governo federal, financia, permite a abertura e avalia os cursos, a produção de material e outros insumos. As IPES tem, dentre outras atribuições a de construir e oferecer os cursos, produzir recursos educacionais, manter os sistemas de interação (e.g. LMS), selecionar alunos e conduzir avaliação. Os municípios e estados que são responsáveis pelos polos de educação presencial, localizados em diversos municípios do Brasil. Estes devem "...oferecer apoio administrativo e acadêmico aos alunos, ser equipado com laboratórios de computadores em rede, com acesso à Internet, contar com salas para encontros presenciais e laboratórios para realização de tutorias experimentais, espaços pedagógicos para os estágios supervisionados e outras estratégias.” Atualmente, a UAB conta com a participação de mais de 100 IPES e polos em mais de 600 cidades.
De acordo com o Portal do MEC que pode ser acessado em: http://portal.mec.gov.br/instituicoes-credenciadas-sp-1781541355, a Universidade Aberta do Brasil, possui regras que impõe algumas condições as Instituições de Ensino Superior para que possam atuar nessa modalidade de ensino que são: 
Credenciamento/Autorização/Reconhecimento
- São modalidades de atos autorizativos: credenciamento e recredenciamento de instituições de educação superior e de autorização, reconhecimento e renovação de reconhecimento de cursos de graduação.

Credenciamento e Recredenciamento
- Para iniciar suas atividades, as instituições de educação superior devem solicitar o credenciamento junto ao MEC. De acordo com sua organização acadêmica, as IES são credenciadas como: faculdades, centros universitários e universidades.
- Inicialmente a IES é credenciada como faculdade. O credenciamento como universidade ou centro universitário, com as respectivas prerrogativas de autonomia, depende do credenciamento específico de instituição já credenciada, em funcionamento regular e com padrão satisfatório de qualidade.
- O primeiro credenciamento da instituição tem prazo máximo de três anos, para faculdades e centros universitários, e de cinco anos, para as universidades.
- O recredenciamento deve ser solicitado pela IES ao final de cada ciclo avaliativo do Sinaes, junto à secretaria competente.

### Portal eduCAPES
Em setembro de 2016, a CAPES lançou oficialmente seu portal de recursos educacionais abertos, o eduCAPES. O portal terá como objetivo inicial o de agregar os conteúdo produzidos pelas IPES para o Sistema UAB. Sendo assim, os recursos produzidos para as mais diversas áreas do conhecimento poderão agora ser acessados pelo público, algo novo para o Sistema. O repositório recomenda o uso de uma licença Creative Commons BY-SA (copyleft).